# Lavoir Buriot
Pour les articles homonymes, voir Buriot.
Le lavoir Buriot est un lavoir situé à Mollans, en France.

## Description
L'ensemble se compose d'une fontaine entre deux abreuvoirs adossés à un lavoir couvert. Celui-ci est une petite halle portée par des piliers en pierre de taille à chapiteaux doriques et sans base, s'inspirant des temples de Paestum.

## Localisation
Le lavoir est situé sur la commune de Mollans, dans le département français de la Haute-Saône.

## Historique
Le lavoir est construit entre 1822 et 1823 par l'architecte Louis-Nicolas Well.
L'édifice est inscrit au titre des monuments historiques en 2008.